# Bier in Cambodja

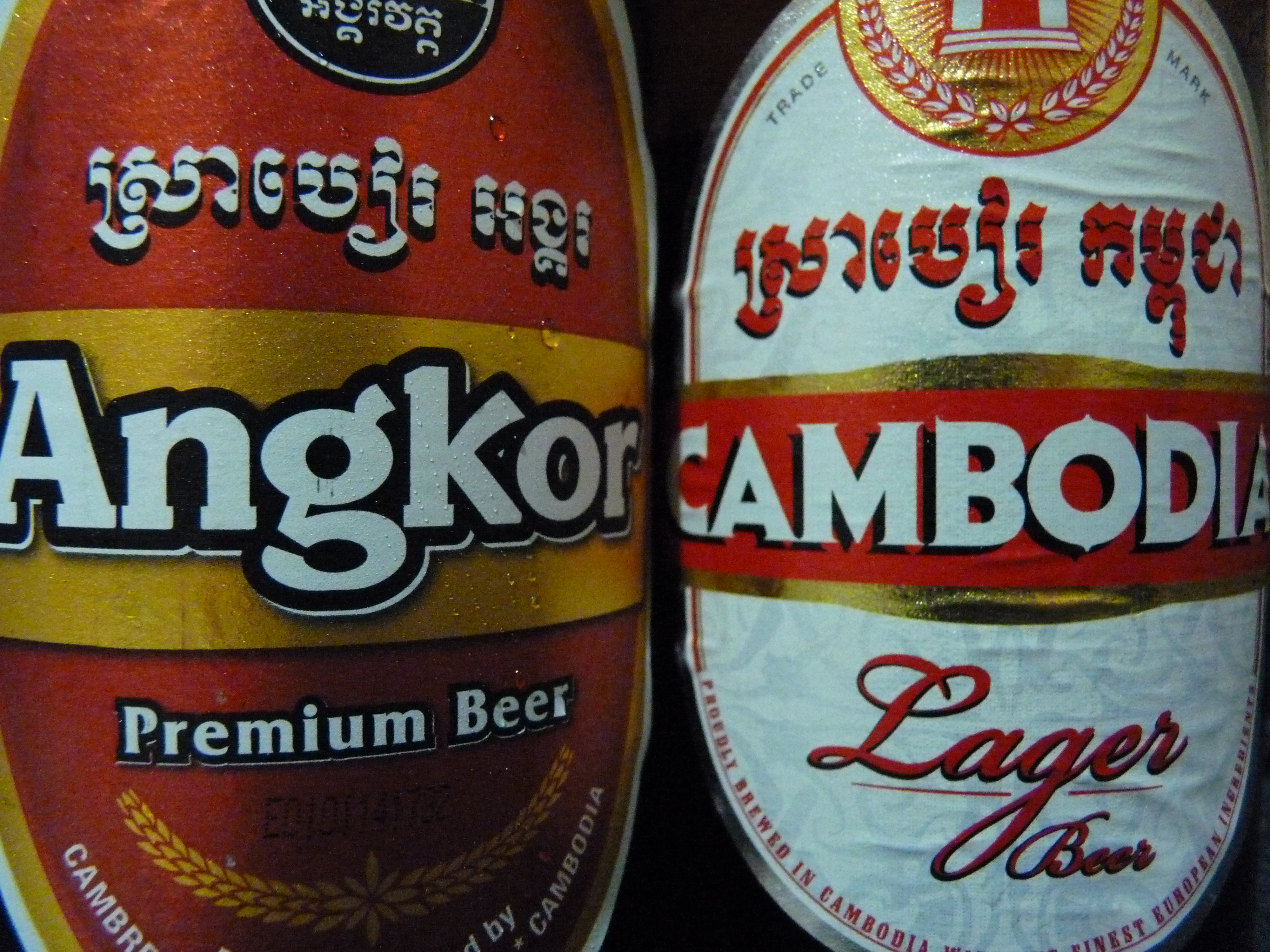
Angkor Beer en Cambodia Lager

Het populairste bier in Cambodja is Angkor Beer, gebrouwen door Cambrew Ltd, dat voor 50% in handen is van de Carlsberg-groep.

## Namen & brouwerijen
Cambrew Ltd is de grootste brouwerij van het land en brouwt ook Bayon Beer, Black Panther en Klang Beer. Tegenhanger Anchor Beer wordt gebrouwen door de Cambodia Brewery Ltd, eigendom van Heineken. De brouwerij werd opgericht in 1994 door de Asia Pasific Breweries samen met een Cambodjaanse partner, die de toekomstmogelijkheden zagen van de groeiende biermarkt in het land. De brouwerij werd in november 1996 operationeel net buiten Phnom Penh. Cambodia Brewery brengt ook Tiger Beer, ABC Extra Stout en Gold Crown op de markt. Beide brouwerijen hebben samen een marktaandeel van 80%. Kingdom Breweries is een microbrouwerij die in september 2000 door Leopard Capital en Charles Street International opgericht werd te Phnom Penh en het Kingdom Beer op de markt brengt. De jongste brouwerij in het land is de Khmer Brewery, die sinds augustus 2011 operationeel is ten zuiden van Phnom Penh en Cambodia Lager op de Cambodjaanse markt lanceerde. De brouwerij maakt deel uit van de Chop Ming Group en exporteert onder meer naar Japan en Maleisië. In Cambodja worden heel wat bieren geïmporteerd uit 19 landen, alle internationale merken zijn er verkrijgbaar.
In december 2006 werd de Beer Selling Industrie Cambodia (BSIC) opgericht door de grootste brouwerijen actief in Cambodja, Cambrew Ltd, Asia Pacific Breweries, Cambodia Brewery Ltd, Carlsberg a/s, Guinness & Heineken International, met het doel de gezondheid, veiligheid en werkcondities te verbeteren van de bierpromotie-assistentes.

## Overzicht brouwerijen
- Brouwerij Cambrew Ltd
- Cambodia Brewery Ltd
- Kingdom Breweries,
- Khmer Brewery
- Phnom Penh Brewery
- Man Han Lou, huisbrouwerij & restaurant

## Overzicht bieren
- Angkor Beer
- Angkor Extra Stout
- Bayon Beer
- Black Panther
- Klang Beer
- Anchor Beer
- Kingdom Pilsener
- Kingdom Dark Lager
- Cambodia Lager
- Gold Crown
- City Black
- Phnom Penh Beer
- Man Han Lou